# Balga
Balga (in russo замок Бальга?; in tedesco Burg Balga) è stato un castello costruito in epoca medievale dai cavalieri teutonici situato nell'odierno Oblast' di Kaliningrad, in Russia. La struttura, in stato di abbandono, si trova sulla riva della laguna della Vistola, a nord di Mamonovo e nel distretto di Bagrationovskij, a circa 30 km a sud-ovest di Kaliningrad.

## Storia
La collina di Balga aveva ospitato prima delle crociate una fortezza realizzata dai pruzzi (più esattamente i Varmi) chiamata Honeda. Il forte era stato assediato senza successo dal margravio della casata di Wettin Enrico III di Meissen nel 1237 durante la crociata prussiana, ma alla fine si arrese nel 1239 alle forze dell'ordine teutonico, guidate dal Gran maresciallo Dietrich von Bernheim. Balga fu uno dei più antici ordensburg (città fortificata) costruiti dal gruppo cavalleresco sopraccitato nella regione dell'attuale Oblast' di Kaliningrad. Edificato nel 1239, lo scopo appariva quello di controllare il traffico navale sulla laguna della Vistola. Con l'assistenza del duca Ottone I di Brunswick-Lüneburg, i cavalieri teutonici sconfissero i pruzzi lungo la costa di Varmia e della Natangia. La sottomissione di questi popoli legati al culto tradizionale spinse il duca Świętopełk II di Pomerania a dichiarare guerra all'ordine teutonico durante la rivolta prussiana del 1242, malgrado alla fine fu costretto a rinunciare al suo appoggio alla rivolta. Dal 1250, Balga funse da centro amministrativo della Kommende Balga e sede di un komtur. Vari commendatori attivi a Balga, ad esempio Winrich von Kniprode o Ulrich von Jungingen, in seguito rivestirono la carica di Gran maestro, la più alta nella gerarchia del gruppo religioso cavalleresco.

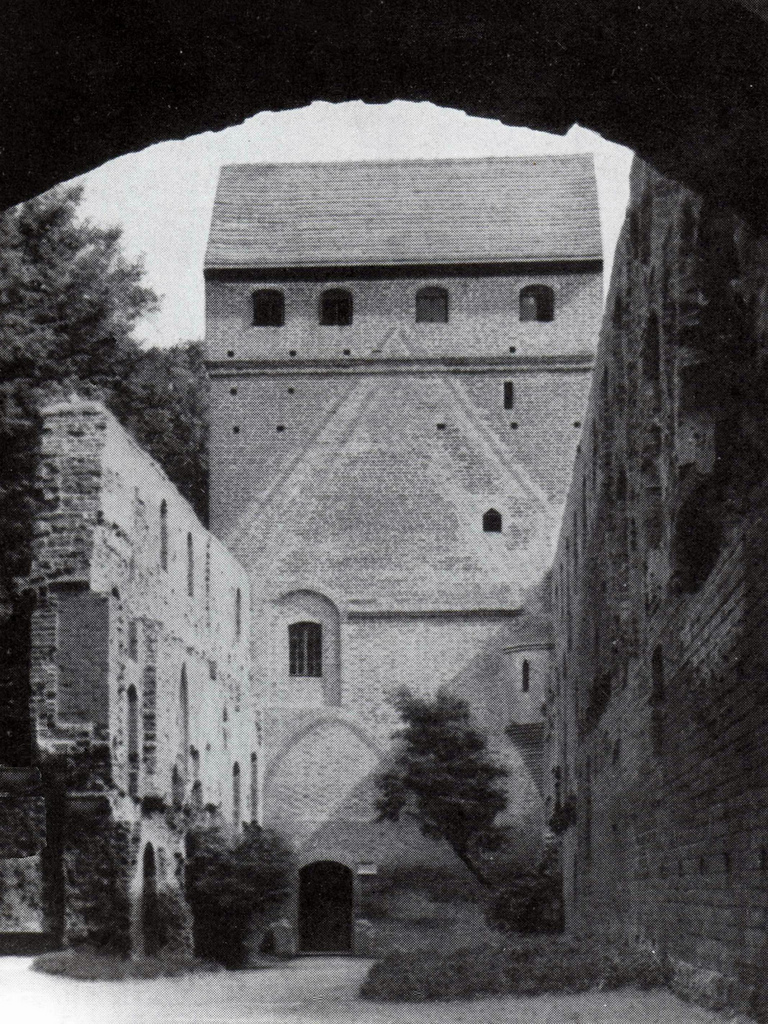
Le rovine di Balga come si presentavano negli anni '30, prima dei danni causati dalla seconda guerra mondiale

Nel 1499, il Gran maestro Federico di Sassonia fece sciogliere la commanderia e, con l'omaggio prussiano, Balga finì per diventare parte del Ducato di Prussia polacco nel 1525; il castello si trasformò nella residenza di Giorgio di Polentz, vescovo di Sambia.
Dal 1627, alcune sezioni del castello furono demolite per volere del re Gustavo II Adolfo di Svezia durante la guerra polacco-svedese, al fine di ottenere materiale da costruzione per la realizzazione della fortificazione alla moderna a Pillau (ora Baltijsk), una città portuale di importanza strategica occupata dagli scandinavi. Balga confluì nel Ducato di Prussia dal 1525 e nel Regno di Prussia dal 1701, dove tra il 1772 e il 1829 apparteneva alla provincia della Prussia orientale. Questa suddivisione amministrativa fu unificata con la Prussia occidentale e originò la provincia di Prussia fino al 1878, quando si separò nuovamente e Balga rimase nella Prussia orientale fino al 1945.
Durante la seconda guerra mondiale, le rovine del castello furono il luogo di una delle battaglie finali tra la Wehrmacht tedesca e l'Armata Rossa sovietica, con quest'ultima intenta ad avanzare nell'ambito dell'offensiva della Prussia Orientale. I difensori tedeschi distrussero numerosi veicoli affondandoli nella laguna vicino alle rovine, e la battaglia danneggiò ampiamente i resti del castello. Dopo il conflitto, Balga culminò nella sezione della Prussia orientale assegnata all'Unione Sovietica a seguito della Conferenza di Potsdam, per poi venire accorpata nell'area organizzata nell'Oblast' di Kaliningrad della RSFS Russa. L'area intorno a Balga divenne un ritrovo popolare per ladri di tombe e cacciatori di tesori che speravano di dissotterrare oggetti di valore lasciati dai precedenti occupanti del castello e dai soldati tedeschi e sovietici morti nella seconda guerra mondiale.
Balga era anche il nome di un villaggio vicino, che dopo la sovranità sovietica sull'area fu ribattezzato Vesjolovje. Oggi è una città fantasma.